# Большеболдинский сельсовет
Большеболдинский сельсовет — сельское поселение в Большеболдинском районе Нижегородской области Российской Федерации.
Административный центр — село Большое Болдино.

## История
Статус и границы сельского поселения установлены Законом Нижегородской области от 15 июня 2004 года № 60-З «О наделении муниципальных образований - городов, рабочих посёлков и сельсоветов Нижегородской области статусом городского, сельского поселения».

## Население
| 2002  | 2010  | 2012  | 2013  | 2014  | 2015  | 2016  |
| ----- | ----- | ----- | ----- | ----- | ----- | ----- |
| 6054  | ↘6033 | ↘6015 | ↘5941 | ↘5936 | ↗5939 | ↘5875 |
| 2017  | 2018  | 2019  | 2020  | 2021  |       |       |
| ↘5807 | ↘5747 | ↘5659 | ↘5643 | ↗5966 |       |       |

## Состав сельского поселения
| № | Населённый пункт   | Тип населённого пункта       | Население |
| - | ------------------ | ---------------------------- | --------- |
| 1 | Аносово            | село                         | ↘261      |
| 2 | Большое Болдино    | село, административный центр | ↗5111     |
| 3 | Большое Казариново | село                         | ↘201      |
| 4 | Дмитриевка         | деревня                      | ↘5        |
| 5 | Знаменка           | село                         | ↘73       |
| 6 | Малое Казариново   | село                         | ↗369      |
| 7 | Успенский          | посёлок                      | ↘50       |